# NARUTO -ナルト- (ラジオ)
NARUTO -ナルト- (ラジオ)では、テレビアニメ『NARUTO -ナルト-』およびその続編『NARUTO -ナルト- 疾風伝』関連のラジオ番組について記述する。

## 概要
2003年10月から2007年3月まで『オー!NARUTOニッポン』としてラジオ大阪製作で文化放送にて放送開始。テレビアニメの主人公うずまきナルト役の竹内順子とマンスリーパーソナリティーの声優（月替わり）による番組である。2007年4月以降、アニメのタイトル変更に伴い『NARUTO Radio 疾風迅雷』と番組名を変更。同時にコーナーもリニューアルされた。
『オー!NARUTOニッポン』時代は、最後の週にマンスリーパーソナリティーが仕切る『オー!○○○ニッポン』が放送された。

現在の『NARUTO Radio 疾風迅雷』においても、マンスリーパーソナリティが無茶振りで番組を仕切る回が2008年 - 2009年頃に復活し、『○○○ Radio 疾風迅雷』のタイトルで2週目に放送されている。（いずれも○○○にはキャラクターの名前が入る。）

## 投稿におけるルール
この番組では、ネタ（はがきまたはメール）が採用される毎にランクがアップしていく公共電波を使用した「選抜試験」方式をとっており、リスナーはまず忍者学校（アカデミー）に在籍する候補生（「アカデミー生」）としてスタート。ネタが1回採用される毎に、（アカデミー生から積算して）2回以上で「下忍」、10回以上で「中忍」、30回以上で「上忍」へと昇格し、同番組の収録スタジオへ招待される。ちなみに2007年10月放送分にて「上忍」昇格のリスナー第1号が誕生、2008年2月放送分にて収録スタジオに招待された。そして「上忍」達成後、リスナーは再び「アカデミー生」に戻る（併せて、ペンネーム等も変更しなければならない）。

## 歴代のマンスリーパーソナリティー
- 凡例:SP＝スペシャルパーソナリティー

|      | 2003年                                              | 2004年                        | 2005年                                      | 2006年                                                             | 2007年                                      | 2008年                                            | 2009年                                                   | 2010年                                                           |
| ---- | --------------------------------------------------- | ----------------------------- | ------------------------------------------- | ------------------------------------------------------------------ | ------------------------------------------- | ------------------------------------------------- | -------------------------------------------------------- | ---------------------------------------------------------------- |
| 1月  | -                                                   | くじら （大蛇丸役）           | 小杉十郎太 （猿飛アスマ役）                 | 勝生真沙子 （五代目火影 千手綱手役） 神奈延年 （薬師カブト役）(SP) | 関俊彦 （うみのイルカ役）                   | 小山力也 （ヤマト役）                             | 杉山紀彰 （うちはサスケ役） ＆ 中村千絵 （春野サクラ役） | 大塚芳忠 （自来也役）                                            |
| 2月  | -                                                   | 関俊彦 （うみのイルカ役）     | 増川洋一 （ロック・リー役）                 | くじら （大蛇丸役）                                                | 加瀬康之 （カンクロウ役）                   | 杉山紀彰 （うちはサスケ役）                       | 伊藤健太郎 （秋道チョウジ役）                            | 増川洋一 （ロック・リー役）                                      |
| 3月  | -                                                   | 神奈延年 （薬師カブト役）     | 江原正士 （マイト・ガイ役）                 | 本田貴子 （みたらしアンコ役）                                      | 杉山紀彰 （うちはサスケ役）                 | 神奈延年 （薬師カブト役）                         | くじら （大蛇丸役）                                      | 鈴村健一 （ウタカタ役）                                          |
| 4月  | -                                                   | 中村千絵 （春野サクラ役）     | 中村千絵 （春野サクラ役）                   | 柚木涼香 （山中いの役）                                            | 井上和彦 （はたけカカシ役）                 | 鳥海浩輔 （犬塚キバ役）                           | 石塚運昇 （桃地再不斬/神農役）                           | 勝生真沙子 （綱手役）                                            |
| 5月  | -                                                   | 杉山紀彰 （うちはサスケ役）   | 杉山紀彰 （うちはサスケ役）                 | 遠近孝一 （日向ネジ役）                                            | 石川英郎 （うちはイタチ役）                 | 日野聡 （サイ役）                                 | 森久保祥太郎 （奈良シカマル役）                          | 根本圭子 （シズネ役） 関俊彦 （うみのイルカ役）                  |
| 6月  | -                                                   | 伊藤健太郎 （秋道チョウジ役） | 森久保祥太郎 （奈良シカマル役）             | 増川洋一 （ロック・リー役）                                        | 檀臣幸 （干柿鬼鮫役） 根本圭子 （シズネ役） | 平田広明 （不知火ゲンマ役）                       | かないみか （幽鬼丸役）                                  | 堀内賢雄 （ペイン/男・二代目火影役）                             |
| 7月  | -                                                   | 鳥海浩輔 （犬塚キバ役）       | 石田彰 （我愛羅役） 浅野まゆみ （白役）(SP) | 中村千絵 （春野サクラ役） 森久保祥太郎 （奈良シカマル役）          | 遠近孝一 （日向ネジ役）                     | 川田紳司 （油女シノ役） 水樹奈々 （日向ヒナタ役） | 高木渉 （トビ役） 井上和彦 （はたけカカシ役）            | 森川智之 （波風ミナト・君麻呂役）                                |
| 8月  | -                                                   | 甲斐田裕子 （富士風雪絵役）   | 加瀬康之 （カンクロウ役）                   | 井上和彦 （はたけカカシ役）                                        | 藤村歩 （紫苑役）                           | くまいもとこ （アマル役）                         | 石田彰 （我愛羅役）                                      | 早見沙織 （サーラ役）                                            |
| 9月  | -                                                   | 井上和彦 （はたけカカシ役）   | 三木眞一郎 （ミズキ役）                     | 伊藤健太郎 （秋道チョウジ役）                                      | 川本克彦 （デイダラ役）                     | 大塚芳忠 （自来也役）                             | 近藤隆 （鬼灯水月役)                                     | 楠大典 （森乃イビキ役）                                          |
| 10月 | 石田彰 （我愛羅役）                                 | 遠近孝一 （日向ネジ役）       | 大塚芳忠 （自来也役）                       | 江原正士 （マイト・ガイ役） 水樹奈々 （日向ヒナタ役）(SP)          | 増川洋一 （ロック・リー役）                 | 小杉十郎太 （猿飛アスマ役）                       | 川本克彦 （デイダラ役）                                  | 杉山紀彰 （うちはサスケ役） ＆ 中村千絵 （春野サクラ役）         |
| 11月 | 井上和彦 （はたけカカシ役） 朴璐美 （テマリ役）(SP) | 水樹奈々 （日向ヒナタ役）     | 川田紳司 （油女シノ役）                     | 鳥海浩輔 （犬塚キバ役）                                            | 中村千絵 （春野サクラ役）                   | てらそままさき （飛段役）                         | 日野聡 （サイ役）                                        | 伊藤健太郎 （秋道チョウジ役） ＆ 森久保祥太郎 （奈良シカマル役） |
| 12月 | 森久保祥太郎 （奈良シカマル役）                     | 大谷育江 （木ノ葉丸役）       | 石川英郎 （うちはイタチ役）                 | 朴璐美 （テマリ役）                                                | 森久保祥太郎 （奈良シカマル役）             | 土師孝也 （角都役）                               | 石川英郎 （うちはイタチ役）                              | 井上和彦 （はたけカカシ役）                                      |

## コーナー紹介

### 『NARUTO Radio 疾風迅雷』時代の企画
NARUTO選抜総選挙
毎回、テーマ（例：「ホストが似合うキャラクター」など）を決めて、それに相応しいキャラクターをリスナーから投票の形で募り、ランキング形式で発表するというコーナー。
ちいさなつぶやきNarutter（ナルッター）
NARUTOの登場人物が「こんな事をつぶやいたら面白いだろう」とリスナーに140字以内で考えてもらい紹介するという、竹内が『Twitter』にあやかり独断でスタートさせたコーナー。2010年1月放送分よりスタート。
△（さんかく）ボタン長押し
PSP『ナルティメットアクセル3』のプレイ中における操作方法に因んで、リスナーが「チャクラ不足」になった時、どんな方法で「チャクラを回復」させるか、その「エネルギー源」を紹介するというコーナー。2010年1月放送分よりスタート。
意外性No.1!うすらとんかち列伝
ナルトとサスケのファーストキスの様にリスナーがやらかしてしまった失敗談を紹介するコーナー。きっかけはうちはサスケ役の杉山紀彰が仕切る『オー!サスケニッポン』である。
俺の忍道・私の忍道
「わが家の血継限界」が終了した代わりに、2008年9月放送分より復活した。詳細は後述参照。
キャラクターが絶対に言わないセリフを言うコーナー（正式名称不明）
マンスリーパーソナリティーである声優が演じているキャラが言わないセリフをいうもの。
口外無用のスペシャル任務!（正式名称は不明だが、それと酷似したものをやっている。）
リスナーから送られてきた「依頼」や竹内順子が考えたものを、マンパが「遂行」するコーナー。多くは「演じているキャラで○○する」というものであるが、キャラによっては「全く違うテンションで」という依頼もある。
わが家の血継限界
わが家独特の決まりや習慣などを紹介するコーナー（2008年8月で終了）。

### 『オー!NARUTOニッポン』時代の企画
ミュージックケアー
リスナーが投稿してきた歌詞に竹内順子がギターで歌を作ってするものだった。2003年10月の石田彰のときに、自分の飼っている猫の歌を作った。その後に応援歌（「OH!ENKA」）を作ることになり、歌詞はリスナーやマンパなどから募集した。その後コーナーは「ファイティングドリーマー」に発展し、事実上終了した。
ファイティング・ドリーマー
奈良シカマル役の森久保祥太郎が作曲をし、リスナーが歌詞を考えるという、「ミュージックケアー」から発展したコーナー。
ナルティメットクエスチョン
月の最初にやる。竹内順子から次々と出題される質問にマンパが答えていき、終了後、詳細を聞き、考察するコーナー。
俺の忍道・私の忍道
リスナーから送られてきた自分のこだわりを「忍道」になぞらえて紹介するコーナー。はじめに竹内順子とマンパの「忍道」を紹介し、その次にリスナーからの「忍道」を紹介する。
なりきり変化の術
リスナーから送られてきたそれぞれのお題に竹内順子とマンパが「変化」し、どれだけなりきれたかを競うものまねコーナー。勝負に負けた者には修行の一環として「おいろけの術」をやることになっているが、実際には勝負の結果に関係なくマンパが必ず「おいろけの術」をやることになっている。
おいろけの術
コーナー名ではないが、元々「なりきり変化の術」で1週目また2週目辺りで行なわれていた、基本的に勝負とはいっているが勝敗に関係なくゲストにやらせていた罰ゲームだった。のちに「拝啓エロ仙人イチャパラ研究会」に編入されてやることが多くなった。
拝啓エロ仙人イチャパラ研究会
「イチャイチャパラダイス」の作者・エロ仙人こと自来也に代わって、リスナーが投稿（リサーチ）するコーナー。きっかけは、自来也役の大塚芳忠が仕切る『オー!自来也ニッポン』である。当初「いちゃいちゃ目撃談」がコーナー名だった。
ロック・リーの青春白書
ロック・リーにかわってリスナーが青春している事や青春とは何か？などを投稿するコーナー。きっかけはロック・リー役の増川洋一が仕切る『オー!ロック・リーニッポン』である。
口外無用のスペシャル任務！
リスナーから送られてきた「依頼」を、マンパが「遂行」するコーナー。多くは「演じているキャラで○○する」というものであるが、キャラによっては「全く違うテンションで」という依頼もある。

### 単発企画
ここでは主に『オー!NARUTOニッポン』時代に放送された企画を記述する。
嫌らし系もとい癒し系木ノ葉温泉(2004年9月）
竹内と井上（当時のマンパ）が温泉につかりながら（＝つかるしぐさをしながら(?)）、リスナーからのお便りを紹介するコーナー。
白眼で見抜け!透視対決!（2004年10月）
竹内と遠近（当時のマンパ）が、おにぎりの具（梅か（大量の）ワサビ）が何かを、日向ネジの血継限界である白眼＝透視能力で競い合うコーナー。
ヒナタのモジモジパラダイス（2004年11月）
「ヒナタがいつも優しさを失わないのは、心の中にナルトの存在があるから」ということで、心理テストを元にリスナーの恋愛感を探っていくコーナー。
木ノ葉丸presentsクイズ教えて木ノ葉丸!（2004年12月）
大谷（当時のマンパ）から出題されるクイズに竹内が解答、竹内が不正解・時間切れの場合には大谷に対して「参りました、木ノ葉丸様。」とひれ伏さなければならないという「聞いてムカつく脱力系クイズ」のコーナー。
アスマの恋愛講座（2005年1月）
大人の恋愛感を小杉（当時のマンパ）が恐る恐るトークしていくコーナー。
ロック・リーの青春エクササイズ（2005年2月）
憧れの肉体を手に入れる為に日常生活の中でも出来るエクササイズを紹介するコーナー。何故か愛しの人を思い浮かべながらやるのが基本であった。
マイト・ガイの自分ルール修行（2005年3月）
竹内と江原（当時のマンパ）で自分ルール付きの対決（じゃんけん3本勝負）を行い、負けた方には自分ルールを実践してもらうコーナー。
サクラのしゃーんなろー!（2005年4月）
日常の中で「しゃーんなろー!」と思った瞬間を、中村（当時のマンパ）がリスナーに代わって代弁するコーナー。
ナルティメットミシロン（ミッション）!本物はどっちでshow!?（2005年5月）
うちはサスケを演じる杉山（当時のマンパ）が用意されたものの中で高い方を見た目だけで選ぶゲーム（3本勝負）。選ぶときには律儀に「写輪眼!」と言っていた。
森久保祥太郎「ひとりミュージカル」（2005年6月）
少年時代「ひとりミュージカル」に熱中していた森久保（当時のマンパ）が、その名の通り一人でミュージカルを「上演」するコーナー。
我愛羅のフレッシュジュースめ・し・あ・が・れ（2005年7月）
日ごろパーソナリティ業で疲労しているであろう竹内の注文に合わせて、インスピレーションをかき立たせて特製フレッシュジュースを石田（当時のマンパ）が作り、癒そうというコーナー。
ナルティメット!利きうまい棒対決!（2005年8月）
用意された14種類（チーズ味など）の「うまい棒」から1本を食べて何味かを当てるというゲーム（3本勝負）。竹内が「うまい棒」が好きだということから実現した。
ナルティメット!うんちくバトル!（2005年9月）
竹内と三木（当時のマンパ）でうんちくを競い合うコーナー。ルールは、お題が書かれた10枚のカードの中から1枚を引き、そのお題で自ら知りうる最高のうんちくを披露してレベルを競い合う。
油女シノpresents虫クイズ（2005年11月）
リスナーから寄せられた虫に関するクイズを出題して、正解を競い合うというコーナー。解答者である竹内と川田（当時のマンパ）は出題内容が知らされていないため真剣勝負だった。
伝説のカモ・綱手姫の丁半チンチロリン（2006年1月）
丁半博打を行い、所持金10両を増やせられた方が勝ちというゲーム。但し、負けた方には私物をリスナーにプレゼントしなければならないという条件が課せられた。
検索・木ノ葉山崩しゲーム（2006年2月）
インターネットの検索エンジンに語句を入力して、検索件数を徐々に減らしていき、0件になったら負けというゲーム。竹内とくじら（当時のマンパ）が競い合った。
みたらしアンコpresents甘党総裁選（2006年3月）
和菓子をテーマにしたクイズ（和菓子にまつわる逸話など）を出題し、竹内・リスナー・本田（当時のマンパ）が誰が真の甘党に相応しいか競い合うコーナー。
山中いのpresents恋のお悩み相談室（2006年4月）
花言葉を紹介しながら、恋に悩んでいるリスナーにエールを贈ろうという「乙女の乙女による乙女のため」のコーナー。
サクラのもしもし相談室（2006年7月）
夏を楽しく過ごすためにリスナーから寄せられた相談を医療忍者である春野サクラ（中村）が一刀両断するというコーナー。
氷遁!ダジャレの術!（2006年8月）
残暑の日々を快適に過ごすため、リスナーが駄洒落を披露してマンパを涼しくさせようというコーナー。
旬を食い尽くせ!秋の味覚狩りの旅!（2006年9月）
『オー!NARUTOニッポン』放送150回を記念して、番組スタッフが秋の味覚でおもてなしをしてくれるコーナー。但し条件としてスタッフが用意した4つのきまぐれメニューを1つずつ頂き、彦摩呂（グルメレポーター）さながらの美味しいコメントをしなければならない。
マイト・ガイpresentsナイスガイの条件!（2006年10月）
リスナーが思うナイスガイ（＝素敵な男性）の条件について紹介するコーナー。
犬塚キバのペット自慢コンテスト（2006年11月）
リスナーよきパートナーであるペットを大いに自慢してもらうコーナー。
テマリの紫の部屋へようこそ（2006年12月）
リスナーが体験した不思議な神秘体験を紹介するコーナー。因みにこの企画は当時マンパを務めた朴璐美が過去に不思議な体験をしたことなどから急遽決まったという。
うみのイルカの一楽に続け!ラーメン道（2007年1月）
うずまきナルトの好物である一楽のラーメンに続けとばかりに、リスナー推薦のラーメン店を調査報告してもらうコーナー。
カンクロウの武勇伝開演じゃん!（2007年2月）
「人の数だけ武勇伝が存在する」ということで、リスナーから寄せられた武勇伝を紹介するコーナー。

## 最終回
2010年10月25日放送分にて、『オー!NARUTOニッポン』時代から7年以上に渡って放送されてきた『NARUTO Radio 疾風迅雷』が「アニプレックスアワー」の終了に伴い、同年12月いっぱいで終了する事が発表された。

最終回ではエンディングにてスタッフから竹内へ労いの拍手と花束が贈られた。

## 放送時間
| ラジオ大阪 日曜23時台後半                 | ラジオ大阪 日曜23時台後半 | ラジオ大阪 日曜23時台後半                      |
| 前番組                                    | 番組名 | 次番組                                         |
| ----------------------------------------- | --- | ---------------------------------------------- |
| 週刊レディオSEED （2003年1月 - 9月）      | アニプレックスアワー・オー!NARUTOニッポン! （2003年10月 - 2004年9月）                                                                                           | 飯塚雅弓のMEGA-TONスマイル                     |
| 文化放送 月曜21時台後半                   | |                                                |
| 週刊レディオSEED （2003年4月 - 9月）      | アニプレックスアワー・オー!NARUTOニッポン! （2003年10月 - 2004年9月）                                                                                           | ハガレン放送局 （2004年10月 - ） ※放送時間拡大 |
| 文化放送 月曜21時台前半                   | |                                                |
| Radio ZERO-SUM （2003年10月 - 2004年3月） | アニプレックスアワー・オー!NARUTOニッポン! ※2004年10月から。同年4月から9月は 文化放送ライオンズナイターを放送。後に月曜21:30へ移動 ↓ 文化放送ライオンズナイター | スクラン☆お茶会!                               |

| ラジオ大阪 月曜20:30 - 21:00 | ラジオ大阪 月曜20:30 - 21:00                           | ラジオ大阪 月曜20:30 - 21:00  |
| 前番組                       | 番組名                                                 | 次番組                        |
| ---------------------------- | ------------------------------------------------------ | ----------------------------- |
| -                            | NARUTO Radio 疾風迅雷 (ここまで1314 V-Station)         | 夜の歌当番 (ここから一般番組) |
| 文化放送 月曜21:30 - 22:00   |                                                        |                               |
| -                            | NARUTO Radio 疾風迅雷 （BLEACH “B” STATIONと隔週放送） | ガヤガヤ我が家                |

- 番組は「アニプレックスアワー」として、「BLEACH “B” STATION」と交互に放送されていた。